# Liste der Baudenkmäler in Langdorf

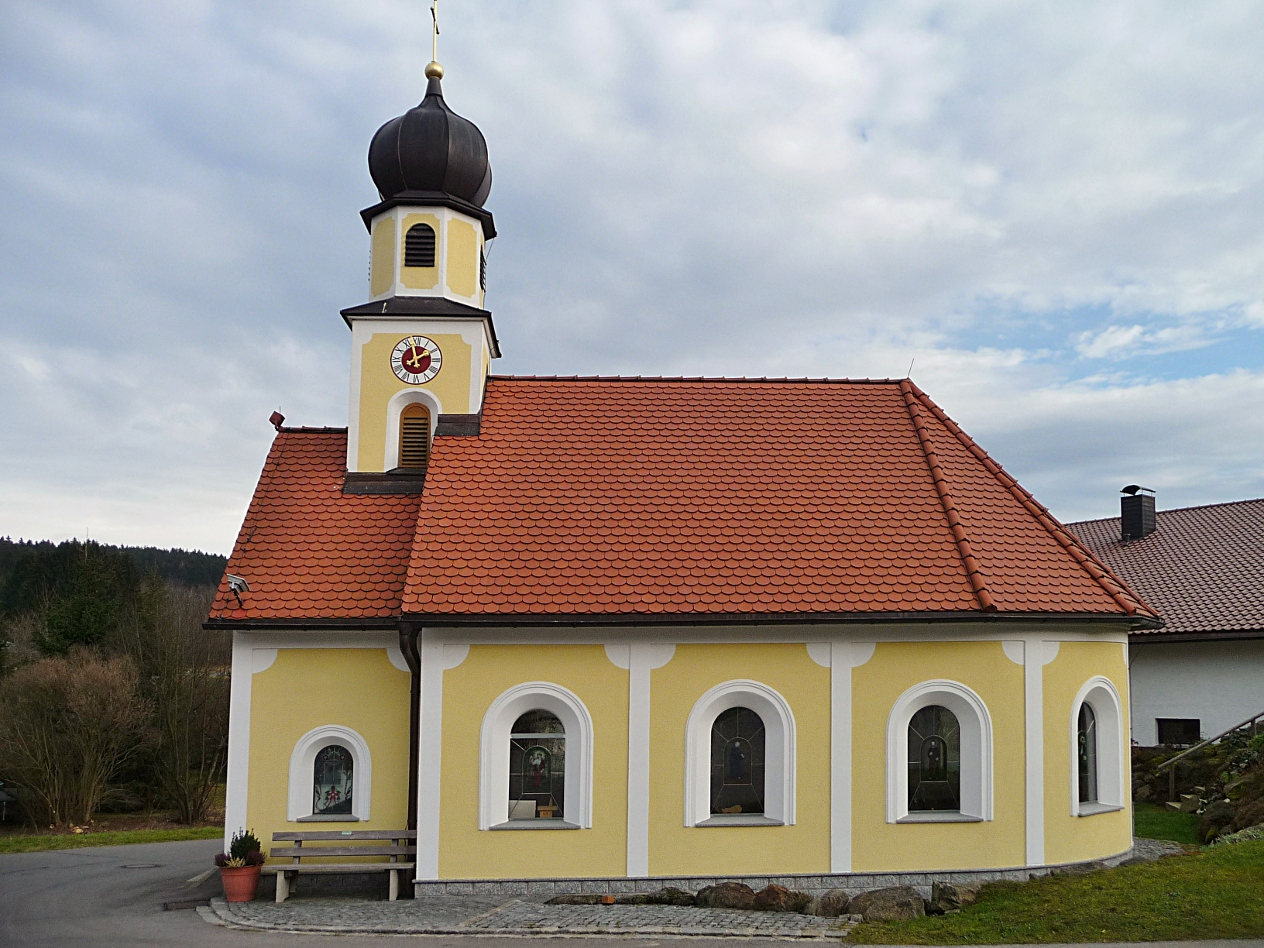
Kapelle St. Florian in Schwarzach

Auf dieser Seite sind die Baudenkmäler in der niederbayerischen Gemeinde Langdorf zusammengestellt. Diese Tabelle ist eine Teilliste der Liste der Baudenkmäler in Bayern. Grundlage ist die Bayerische Denkmalliste, die auf Basis des Bayerischen Denkmalschutzgesetzes vom 1. Oktober 1973 erstmals erstellt wurde und seither durch das Bayerische Landesamt für Denkmalpflege geführt wird. Die folgenden Angaben ersetzen nicht die rechtsverbindliche Auskunft der Denkmalschutzbehörde.

## Baudenkmäler nach Ortsteilen

### Langdorf
| Lage                       | Objekt                                      | Beschreibung | Akten-Nr.    | Bild           |
| -------------------------- | ------------------------------------------- | --- | ------------ | -------------- |
| Hauptstraße 32 (Standort)  | Katholische Pfarrkirche St. Maria Magdalena | Saalkirche mit Walmdach und eingezogenem, fünfseitig geschlossenem Chor, 1924, Flankenturm und Seitenkapelle im Kern mittelalterlich, barock verändert; mit Ausstattung; Friedhofsmauer, erhaltene Abschnitte im Norden, Osten und Süden, Bruchstein, 19. Jahrhundert. | D-2-76-129-1 | weitere Bilder |
| Hirtenweg 5 (Standort)     | Bauernhaus                                  | Zweigeschossiger Flachsatteldachbau, Obergeschoss Blockbau, mit verschaltem Giebelschrot, traufseitig mit Stangenschrot, Anfang 19. Jahrhundert. | D-2-76-129-2 | BW             |
| Kohlrau 1 (Standort)       | Bauernhaus                                  | Zweigeschossiger Schopfwalmdachbau, Blockbau mit umlaufendem Stangenschrot, traufseitig mit Rundbalustern, 18./Anfang 19. Jahrhundert. | D-2-76-129-3 | BW             |
| Pointenstraße 3 (Standort) | Wohnstallhaus                               | Zweigeschossiger Flachsatteldachbau, Obergeschoss Blockbau, traufseitig Stangenschrote mit Brettbalustern, bezeichnet mit „1807“. | D-2-76-129-4 | BW             |

### Brandten
| Lage                  | Objekt      | Beschreibung                                                                                                | Akten-Nr.    | Bild        |
| --------------------- | ----------- | --- | ------------ | ----------- |
| Brandten 1 (Standort) | Ortskapelle | Walmdachbau mit eingezogenem, halbrund geschlossenem Chor, Dachreiter mit Spitzhelm, 1844; mit Ausstattung. | D-2-76-129-7 | Ortskapelle |

### Burgstall
| Lage                   | Objekt      | Beschreibung                                                                    | Akten-Nr.    | Bild |
| ---------------------- | ----------- | ------------------------------------------------------------------------------- | ------------ | ---- |
| Burgstall 1 (Standort) | Feldkapelle | Kleiner Satteldachbau mit segmentbogig geschlossenem Chor und Dachreiter, 1840. | D-2-76-129-9 | BW   |

### Klafferhof
| Lage                                                                     | Objekt                         | Beschreibung | Akten-Nr.      | Bild |
| ------------------------------------------------------------------------ | ------------------------------ | --- | -------------- | --- |
| Bahnlinie Landshut – Bayerisch Eisenstein (bei Bahn-km 114,8) (Standort) | Eisenbahnbrücke über den Regen | Bestandteil der 1877 eröffneten „Waldbahn“ von Plattling nach Bayerisch Eisenstein. Eiserne Trägerbrücke mit Hängefachwerk, Widerlager aus Quadermauerwerk, zum Teil grob bossiert. Größtenteils auf dem Gebiet der Stadt Regen. | D-2-76-138-122 | [[Vorlage:Bilderwunsch/code!/C:48.996255,13.167435!/D:Bahnlinie Landshut – Bayerisch Eisenstein (bei Bahn-km 114,8), Eisenbahnbrücke über den Regen!/\|BW]] |

### Kohlnberg
| Lage                   | Objekt  | Beschreibung | Akten-Nr.     | Bild |
| ---------------------- | ------- | --- | ------------- | ---- |
| Kohlnberg 3 (Standort) | Kapelle | Kleiner Walmdachbau mit wenig eingezogenem, halbrund geschlossenem Chor und Vorhalle, erste Hälfte 19. Jahrhundert; mit Ausstattung. | D-2-76-129-10 | BW   |

### Nebelberg
| Lage                    | Objekt                      | Beschreibung | Akten-Nr.     | Bild |
| ----------------------- | --------------------------- | --- | ------------- | ---- |
| Nebelberg 11 (Standort) | Ehemaliger Bahnhof Langdorf | Bestandteil der 1928 eröffneten Nebenstrecke Zwiesel–Bodenmais. Ehemaliges Empfangsgebäude und Güterhalle, heute Wohnhaus, zweigeschossiger Satteldachbau, Erdgeschoss mit Werkstein-Gliederungen, Obergeschoss verschindelt; ehemaliges Wasch- und Toilettenhaus mit Schuppen, erdgeschossiger Walmdachbau. | D-2-76-129-14 | BW   |

### Reisachmühle
| Lage                                       | Objekt                                                                                                 | Beschreibung | Akten-Nr.     | Bild                                                                                                   |
| ------------------------------------------ | --- | --- | ------------- | --- |
| Bahnstrecke Zwiesel - Bodenmais (Standort) | Eisenbahnviadukt bei Reisachmühle                                                                      | Bestandteil der 1928 eröffneten Nebenbahn von Zwiesel nach Bodenmais, fünfbogige Rundbogenbrücke mit geböschten Pfeilern, Verblendung mit bossierten Quadern. | D-2-76-129-15 | Eisenbahnviadukt bei Reisachmühle                                                                      |
| Nähe Reisachmühle (Standort)               | Denkmal zur Erinnerung an das Abfangen des französischen Ballons „General Chancy“ am 20. Dezember 1870 | Kreisrunde Gedenktafel mit Eichenlaubkranz aus Metallguss, an Findlingsstein auf Granitsockel, 1885.                                                          | D-2-76-129-16 | Denkmal zur Erinnerung an das Abfangen des französischen Ballons „General Chancy“ am 20. Dezember 1870 |

### Schöneck
| Lage                   | Objekt      | Beschreibung | Akten-Nr.     | Bild |
| ---------------------- | ----------- | --- | ------------- | ---- |
| In Schöneck (Standort) | Ortskapelle | Satteldachbau mit eingezogenem, halbrund geschlossenem Chor, Dachreiter mit Spitzhelm, bezeichnet mit „1902“; mit Ausstattung. | D-2-76-129-12 | BW   |

## Ehemalige Baudenkmäler
In diesem Abschnitt sind Objekte aufgeführt, die früher einmal in der Denkmalliste eingetragen waren, jetzt aber nicht mehr. Objekte, die in anderem Zusammenhang also z. B. als Teil eines Baudenkmals weiter eingetragen sind, sollen hier nicht aufgeführt werden. Aktennummern in diesem Abschnitt sind ehemalige, jetzt nicht mehr gültige Aktennummern.

| Lage                                    | Objekt      | Beschreibung | Akten-Nr.     | Bild |
| --------------------------------------- | ----------- | --- | ------------- | ---- |
| Schwarzach Schwarzach 22 1/2 (Standort) | Waldlerhaus | Zweigeschossiger Flachsatteldachbau, Obergeschoss Blockbau, giebelseitig mit teilverschaltem Schrot, zweites Viertel 19. Jahrhundert. | D-2-76-129-13 | BW   |